# Jacopo Tiepolo
Jacopo Tiepolo (Venecia - Ibídem, 19 de julio de 1249), también conocido como Giacomo Tiepolo, fue el cuadragésimo tercer dux de la República de Venecia, del 6 de marzo de 1229 al 2 o 20 de mayo de 1249, cuando abdicó y se retiró a la vida privada.

## Vida
De familia rica e importante, Jacopo pronto se distinguió por su capacidad de adquirir fama y riquezas. Hábil y agradable a muchas personas, fue elegido duque de Candía y designado en dos ocasiones embajador en Constantinopla.
A pesar de su indudable capacidad, en el momento de la abdicación de su predecesor, Pietro Ziani, del cargo de dux, los cuarenta electores que debían elegir a quién ascender para el puesto vacante dividieron exactamente por la mitad el resultado de la votación entre él y Marino Dandolo, votando veinte a favor de uno y veinte a favor del otro. Al final el método elegido fue tanto más curioso y casi indigno de un Estado: se designó al ganador dejando al azar la elección. Se dice que, a causa de esto, empezó la animosidad entre Tiepolo y las familias más puramente conservadora como los Dandolo y los Gradenigo, con repercusiones a lo largo del siglo y más allá.
Apenas tomó el cargo Tiepolo tuvo que afrontar numerosos disturbios que estallaron en la «periferia» del Imperio veneciano. La situación era grave, especialmente en Candía, a donde el dux hizo un envió importante de tropas. Tiepolo, hábil político, así como valiente soldado, antes de hacerlo nombra a muchos nobles venecianos como podestà de las ciudades de la terraferma, para apaciguarlos y evitar guerras que podrían dañar la ciudad de los canales. En 1234 la primera de muchas revueltas en Creta fue finalmente sofocada, pero después, casi enseguida, le tocó a la República emplear a sus fuerzas militares en la terraferma véneta: Ezzelino da Romano, líder de los gibelinos, encendía la zona circundante con sus campañas militares.
Durante estos años, Pietro, un hijo del dux, murió a manos de los gibelinos. Venecia, del lado de los güelfos por razones políticas, hizo numerosas incursiones en la terraferma y ahogó todos los intentos de las ciudades dálmatas para escapar de su «protección». Con el fin de las guerras y la dominación de los güelfos en el norte de Italia, la situación volvió la calma y Venecia pudo retirar las tropas.
En 1239, aliado con el papa Gregorio IX para conquistar Sicilia, cercó Ferrara por disposición papal, recobró Zara, que había sido despojada de la dominación veneciana, y conquistó toda la Dalmacia.
En sus últimos años como dux, Tiepolo reordenó el derecho marítimo veneciano y creó nuevas instituciones para ayudar al dux en la dirección del Estado. Hizo publicar un compendio de leyes con el nombre de «Statutum novum».
Viejo y cansado, después de muchos años en el poder, finalmente decidió retirarse el 2 o 20 de mayo de 1249. Murió del 19 de julio de ese año; esto sugiere que la abdicación fue debido a una enfermedad o a la vejez y no por coacción.
Se casó dos veces y tuvo cuatro hijos y una hija. Uno de sus hijos, Lorenzo Tiepolo, fue dux  entre 1268 y 1275.

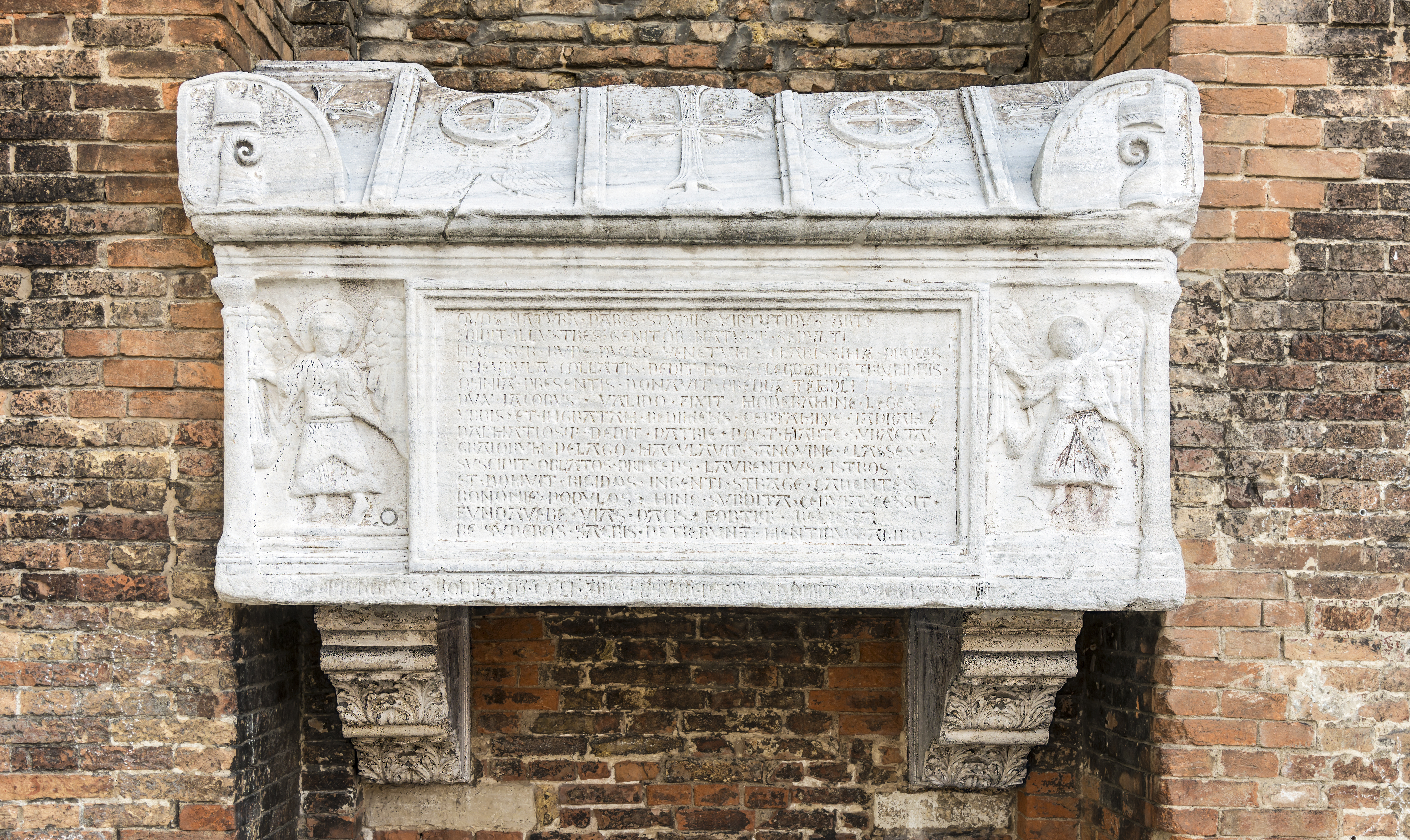
Tumba de Jacopo y de Lorenzo Tiepolo en la Basílica de San Juan y San Pablo (Venecia).